# (1117) Reginita
(1117) Reginita es un asteroide que forma parte del cinturón de asteroides y fue descubierto por José Comas y Solá desde el observatorio Fabra de Barcelona, España, el 24 de mayo de 1927.

## Designación y nombre
Reginita recibió inicialmente la designación de 1927 KA.
Más tarde se nombró en honor de una sobrina del descubridor.

## Características orbitales
Reginita orbita a una distancia media de 2,247 ua del Sol, pudiendo alejarse hasta 2,693 ua y acercarse hasta 1,802 ua. Su inclinación orbital es 4,345° y la excentricidad 0,1983. Emplea 1231 días en completar una órbita alrededor del Sol.
Reginita forma parte de la familia asteroidal de Flora.